# Memo Rojas
Guillermo "Memo" Rojas, född den 18 augusti 1981 i Mexico City, är en mexikansk racerförare.

## Racingkarriär
Rojas tävlade i anonyma formelbilsserier i USA och Mexiko, innan han körde i formel Renault Eurocup under 2004. Rojas fick 2006 kontrakt med Chip Ganassi Racing för att köra Rolex Sports Car Series. 2007 vann Rojas och stallkamraten Scott Pruett på Iowa Speedway, vilket var Rojas första vinst i klassen. Sedan vann han Daytona 24-timmars 2008 tillsammans med Pruett, Juan Pablo Montoya och Dario Franchitti. Det var första gången i tävlingens historia att fyra olika nationaliteter delade segern. Han var den tredje mexikanen att vinna tävlingen efter Pedro Rodríguez och Salvador Durán. Rojas och Pruett vann sedermera titeln samma år. Under 2009 års säsong lyckades inte duon lika bra, men de var ändå bland de absoluta toppteamen, och var bara några enstaka poäng ifrån titeln,